# Dana Pyritz
Dana Pyritz   (Kühlungsborn, 31 d'agost de 1970) és una remadora alemanya, ja retirada, que va competir durant les dècades de 1990 i 2000. És germana de la també remadora Anja Pyritz.
El 1992 va prendre part en els Jocs Olímpics d'Estiu de Barcelona, on va guanyar la medalla de bronze en la prova del vuit amb timoner del programa de rem. Quatre anys més tard, als Jocs d'Atlanta, fou vuitena en la mateixa prova.
En el seu palmarès també destaquen sis medalles al Campionat del món de rem, una d'or, una de plata i quatre de bronze, entre el 1993 i el 2003. A nivell nacional va guanyar el títol del vuit amb timoner de 1993, 1997 i 1998, i el de quatre sense timoner el 1995.